# Cape Confusion
Das Cape Confusion (englisch für Verwirrungskap) ist eine felsige Landspitze an der Scott-Küste des ostantarktischen Viktorialands. Sie liegt 6 km nordwestlich des Kap Russell im südwestlichen Teil der Northern Foothills und ragt in die Meerenge Hells Gate hinein.
Die Südgruppe einer von 1962 bis 1963 dauernden Kampagne im Rahmen der New Zealand Geological Survey Antarctic Expedition besuchte die Landspitze und gab ihr ihren Namen. Namensgebend sind die komplexen geologischen Strukturen in diesem Gebiet.